# Roiul Fecioarei

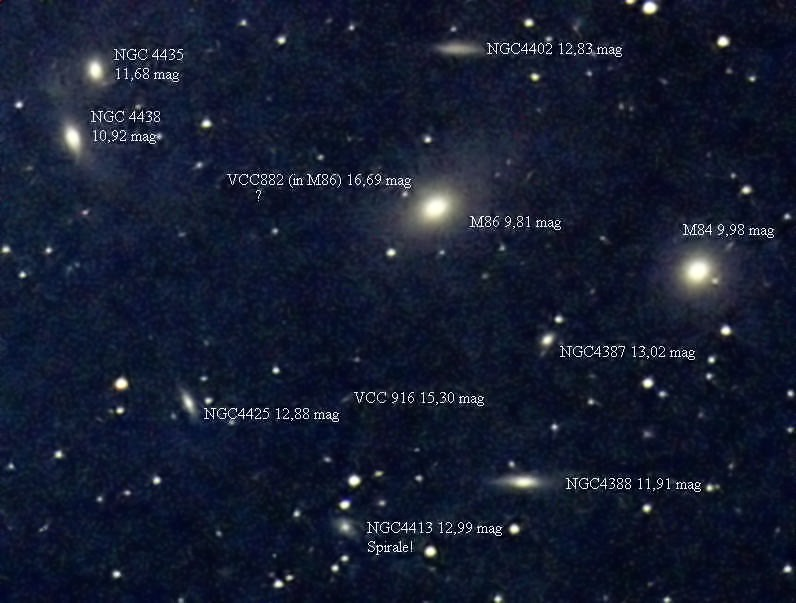
Centrul Roiului Fecioarei

Roiul Fecioarei este un mare roi de galaxii aproape de noi, la o distanță de circa 12 - 22 Mpc (∼48,9 până la 71,8 milioane de ani-lumină). A fost descoperit de astronomul Charles Messier, în 1781, care a cartografiat un mare număr din galaxiile sale cele mai importante, între care galaxia gigantă M87.
Acest roi este în centrul superroiului de galaxii Fecioara, din care face parte Grupul Local, în care se află Galaxia Noastră. Este situat în constelația Fecioara, iar diametrul său unghiular este de circa 8 grade. Cuprinde circa 1.300-2.000 de galaxii, dintre care multe sunt vizibile cu un telescop mic. 
 Distanța care ne separă este puțin cunoscută; cele mai bune estimări actuale, bazate pe cefeide, utilizându-se Telescopul spațial Hubble, dau o distanță medie de circa 20 Mpc.
Roiul este un agregat neregulat format din cel puțin trei subroiuri centrate pe galaxiile M87, M86 și M49. Cel mai important subroi este cel centrat pe M87, cu o masă de aproximativ 1014 mase solare, cu un ordin de mărime mai mare decât celelalte două.
Roiul este un amestec eterogen de galaxii spirale și eliptice.

În momentul de față, se presupune că galaxiile spirale sunt distribuite într-un filament alungit, de circa 4 ori mai lung decât larg, și care se întinde de la galaxie până la Norul W. 
Constelația cuprinde și galaxia M104, mult timp considerată ca fiind o galaxie spirală, pe care telescopul spațial Spitzer a scos-o în evidență ca fiind de fapt o eliptică gigantă.
Galaxiile următoare se află în roiul Fecioarei: M49, M58, M59, M60, M61, M84, M85, M86, M87, M88, M89, M90, M91, M98, M99 și M100.

## Galaxii

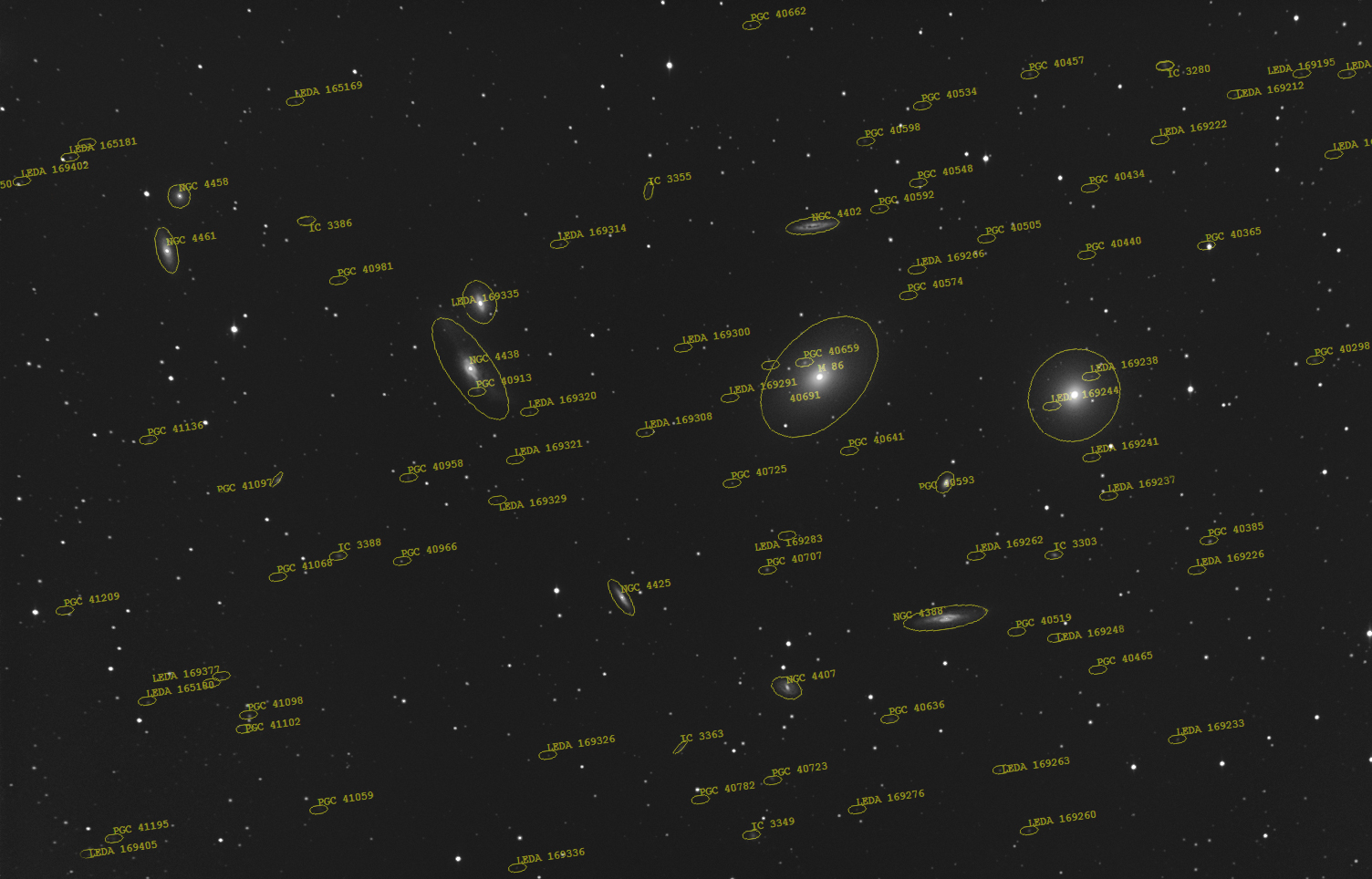
Roiul de galaxii Fecioara.

Mai jos este prezentat un tabel de obiecte luminoase sau notabile din Roiul Fecioarei, precum și subroiul, dacă este cazul. De reținut că, în unele cazuri, o galaxie poate fi considerată într-o singură subunitate sau într-o alta. (surse:)
Coloana 1: Denumirea galaxiei.
Coloana 2: Ascensia dreaptă pentru epoca 2000.
Coloana 3: Declinația pentru Epoca 2000 2000.
Coloana 4: Magnitudinea aparentă a galaxiei.
Coloana 5: Tipul galaxiei: E=Eliptică, S0=Lenticulară, Sa,Sb,Sc,Sd=Spirală, SBa,SBb,SBc,SBd=Spirală barată, Sm,SBm,Irr=Neregulată.
Coloana 6: Diametrul unghiular al galaxiei (în arcminute).
Coloana 7: Diametrul galaxiei (în mii de ani-lumină).
Coloana 8: Viteza recesională (în km/s) a galaxiei în raport cu radiația cosmică de fond
Coloana 9: Subroiul în care se află galaxia (dacă e cazul).
| Denumirea   | Coordonate (Epoca 2000) | Coordonate (Epoca 2000) | Magnitudine aparentă (blue) | Tip  | Diametru unghiular | Diametru (k.a-l) | RV (km/s) | Subroiul                     |
| Denumirea   | RA                      | Dec                     | Magnitudine aparentă (blue) | Tip  | Diametru unghiular | Diametru (k.a-l) | RV (km/s) | Subroiul                     |
| ----------- | ----------------------- | ----------------------- | --------------------------- | ---- | ------------------ | ---------------- | --------- | ---------------------------- |
| Messier 98  | 12 13.8                 | 14 54                   | 10.9                        | SBb  | 9.8′               | 150              | 184       | Virgo A sau N Cloud          |
| NGC 4216    | 12 15.9                 | 13 09                   | 10.9                        | SBb  | 7.9′               | 120              | 459       | Virgo A, N Cloud, sau LVC.   |
| Messier 99  | 12 18.8                 | 14 25                   | 10.4                        | Sc   | 5.4′               | 80               | 2735      | Virgo A sau N Cloud          |
| NGC 4262    | 12 19.5                 | 14 53                   | 12.4                        | S0   | 1.9′               | 30               | 1683      | Virgo A                      |
| Messier 61  | 12 21.9                 | 04 28                   | 10.2                        | SBbc | 6.2′               | 100              | 1911      | S Cloud                      |
| Messier 100 | 12 22.9                 | 15 49                   | 10.1                        | SBbc | 7.6′               | 115              | 1899      | Virgo A                      |
| Messier 84  | 12 25.1                 | 12 53                   | 10.1                        | E1   | 6.0′               | 90               | 1239      | Virgo A                      |
| Messier 85  | 12 25.4                 | 18 11                   | 10.0                        | S0   | 7.1′               | 105              | 1056      | Virgo A                      |
| Messier 86  | 12 26.2                 | 12 57                   | 9.9                         | E3   | 10.2′              | 155              | 37        | Virgo A sau într-un subgrup. |
| NGC 4435    | 12 27.7                 | 13 05                   | 11.7                        | S0   | 3.0′               | 45               | 1111      | Virgo A                      |
| NGC 4438    | 12 27.8                 | 13 01                   | 11.0                        | Sa   | 8.7′               | 130              | 404       | Virgo A                      |
| NGC 4450    | 12 28.5                 | 17 05                   | 10.9                        | Sab  | 5.1′               | 80               | 2273      | Virgo A                      |
| Messier 49  | 12 29.8                 | 08 00                   | 9.3                         | E2   | 9.8′               | 150              | 1204      | Virgo B                      |
| Messier 87  | 12 30.8                 | 12 23                   | 9.6                         | E0-1 | 9.8′               | 150              | 1204      | Virgo A                      |
| Messier 88  | 12 32.0                 | 14 25                   | 10.3                        | Sb   | 6.8′               | 100              | 2599      | Virgo A                      |
| NGC 4526    | 12 32.0                 | 07 42                   | 10.6                        | S0   | 7.1′               | 105              | 931       | Virgo B                      |
| NGC 4527    | 12 34.1                 | 02 39                   | 12.4                        | Sb   | 4.6′               | 69               | 1730      | S Cloud                      |
| NGC 4536    | 12 34.4                 | 02 11                   | 11.1                        | SBbc | 7.2′               | 115              | 2140      | S Cloud                      |
| Messier 91  | 12 35.4                 | 14 30                   | 11.0                        | SBb  | 5.2′               | 80               | 803       | Virgo A                      |
| NGC 4550    | 12 35.5                 | 12 13                   | 12.5                        | S0   | 3.2′               | 50               | 704       | Virgo A                      |
| Messier 89  | 12 35.7                 | 12 33                   | 10.7                        | E0   | 5.0′               | 75               | 628       | Virgo A                      |
| NGC 4567    | 12 36.5                 | 11 15                   | 12.1                        | Sbc  | 2.8′               | 40               | 2588      | Virgo A                      |
| NGC 4568    | 12 36.6                 | 11 14                   | 11.7                        | Sbc  | 4.4′               | 65               | 2578      | Virgo A                      |
| Messier 90  | 12 36.8                 | 13 10                   | 10.2                        | SBab | 10.5′              | 160              | 87        | Virgo A                      |
| NGC 4571    | 12 36.9                 | 14 13                   | 11.9                        | Sc   | 3.7′               | 55               | 659       | Virgo A                      |
| Messier 58  | 12 37.7                 | 11 49                   | 10.6                        | SBb  | 5.6′               | 85               | 1839      | Virgo A                      |
| Messier 59  | 12 42.9                 | 11 39                   | 10.8                        | E5   | 5.0′               | 75               | 751       | Virgo A sau Virgo E          |
| Messier 60  | 12 43.7                 | 11 33                   | 9.8                         | E2   | 7.2′               | 110              | 1452      | Virgo A, Virgo E sau Virgo C |
| NGC 4651    | 12 43.7                 | 16 24                   | 11.4                        | Sc   | 4.0′               | 60               | 1113      |                              |
| NGC 4654    | 12 43.9                 | 13 08                   | 11.1                        | SBc  | 5.0′               | 75               | 1349      | Virgo A                      |

Galaxiile slabe din roi sunt de obicei cunoscute prin numerele lor din catalogul Roiului Fecioarei, în special numeroasele populații de galaxii pitice.